# Hui Dong

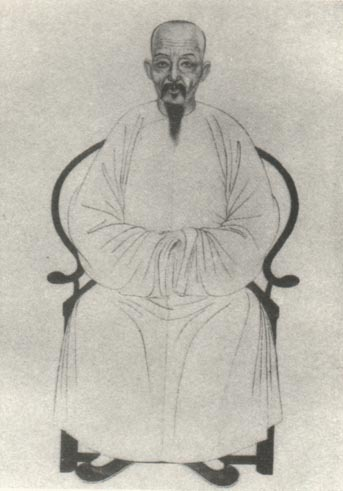
Hui Dong
(Qingdai xuezhe xiangzhuan)

Hui Dong (惠棟 / 惠栋,  Huì Dòng,  Hui Tung; 1697–1758) war ein konfuzianischer Gelehrter und Philologe. Er war einer der Gründer der Wu-Schule zur Zeit der Qing-Dynastie. Hui Dong stammte aus dem Kreis Wu der Provinz Jiangsu. Er wurde in eine Gelehrtenfamilie geboren. Er studierte unter den Schülern seines Vaters, las ausgiebig und wurde mit den konfuzianischen klassischen Schriften gut vertraut. Er scheiterte an den Beamtenprüfungen und lehrte fortan fast sein ganzes Leben als Privatgelehrter. Hui entwickelte die Theorien der Schule des Hanxue weiter, er hielt sich eng an ein philologisches oder textuelles Studium der Klassiker. Er schuf eine Reihe von Werken von anhaltender Bedeutung. Zu seinen Hauptwerken zählen Zhouyi shu 周易述 (Anmerkungen zum Buch der Wandlungen (der Zhou)), Guwen Shangshu kao 古文尚书考 (Untersuchungen zur Alttextversion des Buchs der Geschichte) und Jiujing guyi 九经古义 (Ursprüngliche Bedeutung der Neun Klassiker: Zhouyi周易, Shangshu 尚书, Maoshi 毛诗, Zhouli 周礼, Yili 仪礼, Liji 礼记, Zuozhuan 左传, Gongyang zhuan 公羊传, Guliang zhuan 谷梁传, Lunyu 论语).

## Schriften (Auswahl)
vgl. HYDZD-Bibliographie: 2, 9, 51, 52, 57, 87, 194, 2270, 2271, 2272
- Shangshu guyi 尚书古义 (Zhaodai congshu 昭代丛书) – zum Shangshu 尚书 (Shu 书)
- Chunqiu Zuozhuan buzhu 春秋左传补注 (Huang Qing jingjie) – zum Chunqiu Zuozhuan jijie 春秋左传集解 (Zuozhuan 左传)
- Gongyang guyi 公羊古义 (Zhaodai congshu 昭代丛书) – zum Chunqiu Gongyang jingzhuan jiegu 春秋公羊经传解诂 (Gongyang zhuan 公羊传)
- Guliang guyi 谷梁古义 (Zhaodai congshu 昭代丛书) – zum Chunqiu Guliang zhuan 春秋谷梁传  (Guliang zhuan 谷梁传)
- Liji guyi 礼记古义 (Zhaodai congshu jia ji 昭代丛书甲集) – zum Liji 礼记
- Huishi du Shuowen ji 惠氏读说文记 (Xiaoxue leibian 小学类编) – zum Shuowen jiezi 说文解字  (Shuowen 说文) von Xu Shen 许慎
- Hou Hanshu buzhu 后汉书补注 (Shixue congshu 史学丛书) – zum Hou Hanshu 后汉书  von Fan Ye 范晔

2270-2272:
- Songya biji 松崖笔记 (Juxuexuan congshu 聚学轩丛书)
- Jiuyaozhai biji 九曜斋笔记 (Juxuexuan congshu 聚学轩丛书)
- Jiujing guyi 九经古义 (Huailu congshu 槐庐丛书)